# Château du Tourvéon
Le château du Tourvéon, un temps appelé la Tourvéonnière, est situé sur la commune de Collonges-au-Mont-d'Or dans la Métropole de Lyon, à flanc de pente, dominant la vallée de la Saône. 

## Historique
La terre et le fief appartenaient à une famille de marchands d'épices d'origine italienne, qui fournit des conseillers à Lyon de 1397 à 1517; Guillaume de Tourvéon est obéancier de Saint-Just et lieutenant en la sénéchaussée en 1555; on cite également Jacques de Tourvéon.
Le premier château de Tourvéon fut construit vers 1585 par Néry de Tourvéon dont on sait qu'il a échangé diverses parcelles pour « en faire conduire l'eau chez lui ». La famille s'éteint en 1671.
En 1713, J. Croppet, seigneur de Saint-Romain acquiert le fief des Borghèse puis le domaine échoit aux Murard au XVIIIe siècle qui font détruire l'ancien château et construire le château actuel en 1854.
La nuit du 5 au 6 juin 1944, celle du débarquement en Normandie, le Maréchal Pétain y couche après avoir visité des blessés à L’Hôpital Grange Blanche à Lyon.
Acheté par Emile Glaizal, au début des années 1900, PDG de TSR (Tissus et Soiries Réunis), à son DC Geneviève mariée à Jean CHASTEL l habite des années durant, un des plus beaux mariages y aura lieu celui de sa fille Isabelle avec Pierre CHAROUSSET en 1963 avec un peu plus de 1000 convives, il sera revendu Geneviève Chastel, en 1978, et repris par un ensemble de médecins souhaitant faire un complexe entier de remise en forme. Ces derniers ayant fait faillite, le château est repris et transformé en ensemble résidentiel en 2003 et toujours maintenant en 2020.

## Description
C'est Jacques de Tourvéon qui aurait fait dresser la grosse tour en pisé et aménager un vivier alimenté par la fontaine du Chat-huant. Un blason surmontant la porte des communs le proclame "seigneur de la Tour et du Vivier". 
Le château actuel, qui date du XIXe siècle a été construit par les Murard, qui ont fait aménager le parc dessiné par le paysagiste Luizet. La porte "Aquaria" (les ouvrages des eaux) rappelle le destin de ce lieu placé sous le signe de l'eau, qui fut un temps destiné à devenir centre de thalassothérapie.
Le domaine qui s'étend sur 25 hectares et le château ne se visitent pas.